# Templo de Jerusalén (Bolivia)
El templo de Jerusalén es un edificio religioso ubicado en la ciudad de Potosí, en Bolivia. Tiene una tendencia barroca, con decoración de piedra en la portada. Ha sido identificado como parte del Patrimonio cultural boliviano.

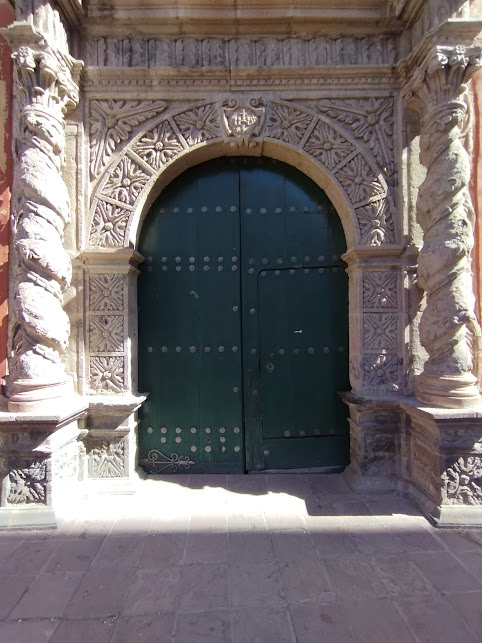
Portada de piedra

## Historia
Esta iglesia tuvo su origen, en la devoción popular a una pequeña imagen de la Virgen de la Calendaria, descubierta en poder de unos indios en 1623, según refiere Bartolomé Arzans.
Este templo se constituyó como un primer oratorio llegando a ser una gran capilla en 1657, después de medio siglo de existencia fue reconstruida por donación del rico minero don Francisco de Ortega y cooperación del Padre Lázaro de Luna a comienzos del siglo dieciocho (1702-1708).

## Arquitectura
Las características arquitectónicas que destacan a este templo con una planta es de una sola nave cubierta con par y nudillo, en la fachada presenta una portada de piedra y una torre de un solo cuerpo, el mismo modo presenta un retablo barroco de 1756 piezas de estatuaria de los siglos XVI y XVII, y un arco toral revestido con pan de oro, el dorado púlpito ostenta en su cazoleta cuatro pequeños cobres con pintura de La Pasión de Cristo, obra de Melchor Pérez de Holguín que muestra la oración del Huerto, la Flagelación, Camino al Calvario y el Descendimiento; su cubierta contiene un artesonado y sófito de la nave policromado, el presbiterio también es policromado y tiene un coro alto.